# کهلیک (خلخال)
کهلیک یک روستا در ایران است که در دهستان خورش رستم شمالی واقع شده‌است.